# Genetyka populacyjna
Genetyka populacyjna – dziedzina genetyki analizująca zjawiska dziedziczności w odniesieniu do populacji, nauka zajmująca się częstością alleli i zmianami ich występowania pod wpływem sił ewolucyjnych: selekcji naturalnej, dryfu genetycznego, mutacji i przepływu genów, typów krzyżowania (panmiksyjne i wybiórcze). Próbuje wyjaśniać takie zjawiska jak adaptacja i specjacja. Genetyka populacyjna była ważnym składnikiem nowej syntezy ewolucyjnej, której twórcami byli Sewall Wright, J.B.S. Haldane i Ronald Fisher, stworzyła podstawy rozwoju pokrewnej dyscypliny – genetyki ilościowej.